# Hieracium maculatum

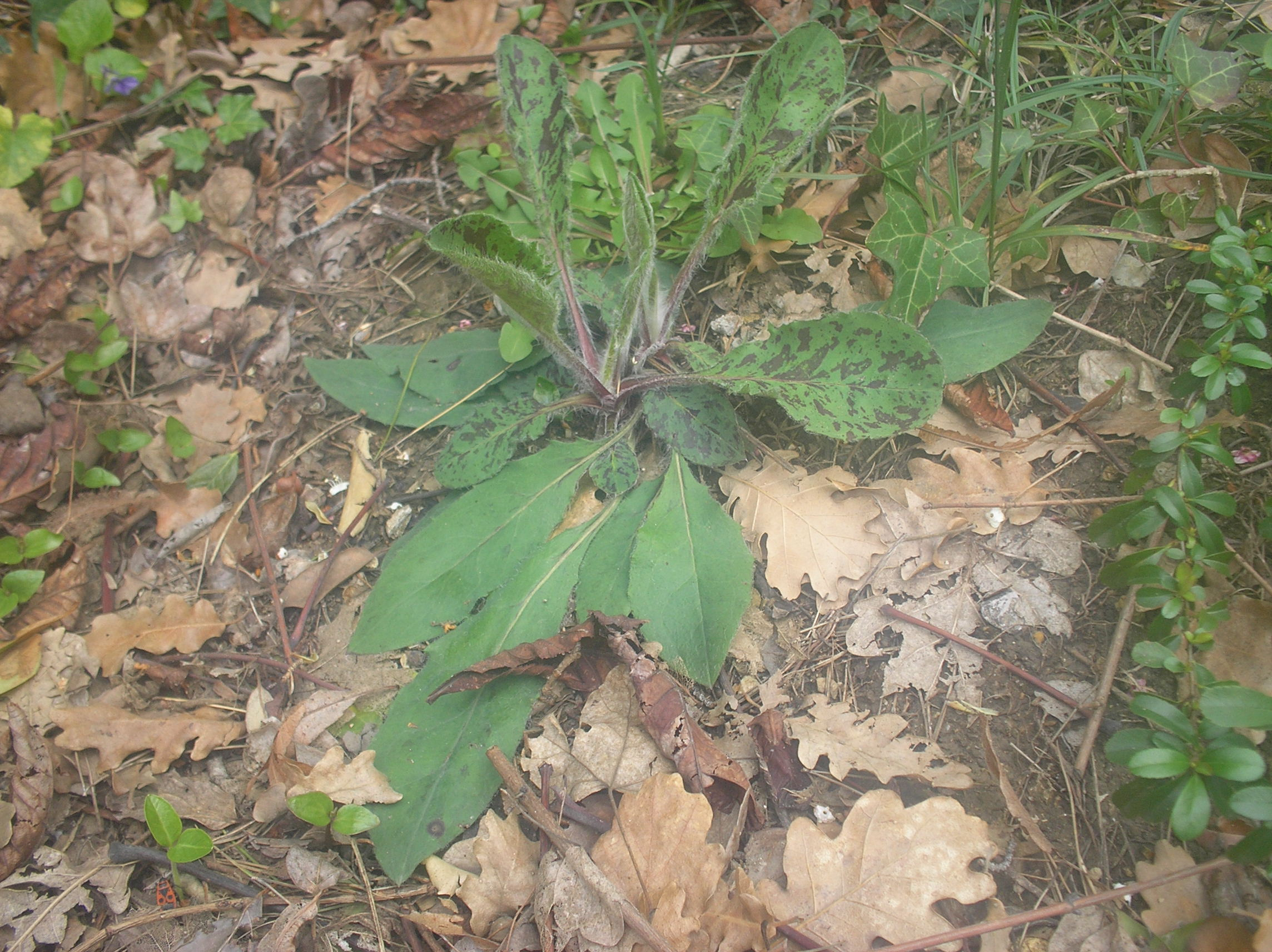

Hieracium maculatum (tên thuông thường tiếng Anh: spotted hawkweed) là một loài cây có hoa trong họ Hieracium sinh sống ở châu Âu. Nó đã được du nhập đến Bắc Mỹ và hiện được xem là một loài cỏ dại ở Canada.